# Myzostoma polycyclus
Myzostoma polycyclus is een ringworm uit de familie Myzostomatidae.
Myzostoma polycyclus werd in 1927 voor het eerst wetenschappelijk beschreven door Atkins.